# Bodenrode-Westhausen
Bodenrode-Westhausen é um município da Alemanha localizado no distrito de Eichsfeld, estado da Turíngia. Bodenrode-Westhausen é a sede do Verwaltungsgemeinschaft de Leinetal.